# Teissières-de-Cornet
 Teissières-de-Cornet  es una población y comuna francesa, situada en la región de Auvernia, departamento de Cantal, en el distrito de Aurillac y cantón de Jussac.

## Demografía
| 248 | 190 | 199 | 194 | 189 | 174 |
| Para los censos de 1962 a 1999 la población legal corresponde a la población sin duplicidades (Fuente: INSEE [Consultar]) |     |     |     |     |     |